# Witschoudermierklauwier
De witschoudermierklauwier (Thamnophilus aethiops) is een zangvogel uit de familie Thamnophilidae.

## Verspreiding en leefgebied
Deze soort komt voor in het Amazonegebied en telt tien ondersoorten:
- T. a. aethiops: oostelijk Ecuador en noordoostelijk Peru.
- T. a. wetmorei: zuidoostelijk Colombia.
- T. a. polionotus: zuidelijk en oostelijk Venezuela en noordwestelijk Brazilië.
- T. a. kapouni: oostelijk en zuidoostelijk Peru, noordelijk Bolivia en uiterst westelijk Brazilië.
- T. a. juruanus: tussen de Juruárivier en de Purusrivier (amazonisch zuidwestelijk Brazilië).
- T. a. injunctus: tussen de Purusrivier en de Madeirarivier (noordelijk-centraal Brazilië bezuiden de Amazone).
- T. a. punctuliger: tussen de Madeirarivier en de Tapajósrivier (centraal Brazilië bezuiden de Amazone) en noordoostelijk Bolivia.
- T. a. atriceps: tussen de Tapajósrivier en de Tocantinsrivier (noordelijk-centraal Brazilië bezuiden de Amazone).
- T. a. incertus: zuidelijk Pará en noordwestelijk Maranhão (noordoostelijk Brazilië bezuiden de Amazone.
- T. a. distans: Pernambuco en Alagoas (noordoostelijk Brazilië).

## Status
De grootte van de populatie is niet gekwantificeerd maar de soort wordt omschreven als schaars tot vrij algemeen. Op de Rode lijst van de IUCN heeft deze soort de status niet bedreigd.

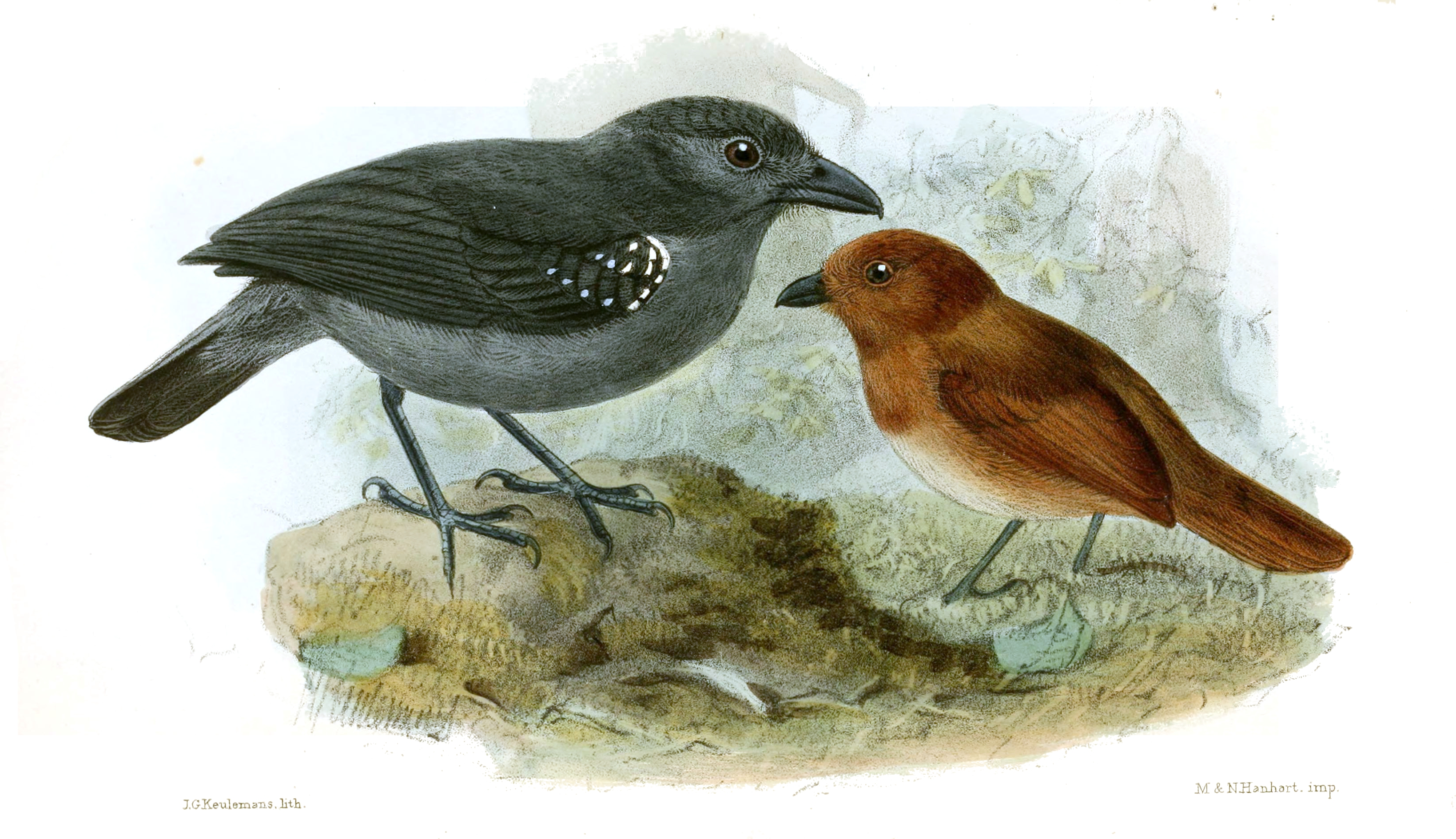